# Omastiná
Omastiná és un poble i municipi d'Eslovàquia que es troba a la regió de Trenčín. La primera menció escrita de la vila es remunta al 1389.

## Demografia
| Godina             | 1994 | 2004    | 2014   | 2024   |
| ------------------ | ---- | ------- | ------ | ------ |
| Nombre de persones | 80   | 43      | 39     | 42     |
| Diferència         |      | −46,25% | −9,30% | +7,69% |

| Godina             | 2023 | 2024   |
| ------------------ | ---- | ------ |
| Nombre de persones | 41   | 42     |
| Diferència         |      | +2,43% |